# Castiarina cydista
Castiarina cydista es una especie de escarabajo del género Castiarina, familia Buprestidae. Fue descrita científicamente por Rainbow en 1904.